# Kristofer Benzow
Bengt Johan Kristofer Benzow, ursprungligen Bengtsson, född 18 mars 1883 i Västra Alstads församling, död 1 december 1961 i Göteborg, var en svensk skolman.
Benzow disputerade för lektorskompetens i Lund 1914 med avhandlingen Om religionens etiska grundval. År 1924 blev han lektor vid realläroverket i Göteborg. Benzow var sakkunnig i flera skolkommittéer. Han invaldes som ledamot av Vetenskaps- och Vitterhetssamhället i Göteborg 1938.